# Ki ga Tsukeba Anata
Singles de Aya Matsuura
Zutto Suki de Ii Desu ka
(2005) Suna wo Kamu you ni... Namida
(2006)
Ki ga Tsukeba Anata (気がつけば あなた) est le 17e single de Aya Matsuura, sorti le 21 septembre 2005 au Japon sous le label Zetima, dans le cadre du Hello! Project.

## Présentation
Le single est écrit et produit par Tsunku ; c'est le dernier disque qu'il écrit pour la chanteuse. Il atteint la 6e place du classement de l'Oricon. Il se vend à 38 135 exemplaires la première semaine, et reste classé pendant 10 semaines, pour un total de 56 822 exemplaires vendus. Il sort également dans une édition limitée avec un DVD bonus contenant une vidéo filmée lors d'une des émissions radio de Aya Matsūra où elle répond aux auditeurs sur le sujet "Saikin Ki ga Tsuichatta Koto" ("Choses que vous avez notées récemment"). Il sort aussi en format "Single V" (DVD).
La chanson-titre a été écrite sous le titre initial Ki ga Tsukeba Itsumo ~Take me Please~ (気がつけばいつも～Take me please～), pour servir de thème musical pour une campagne publicitaire pour la boisson Gogo no Koucha de la marque Kirin, chantée par Matsura, et n'est tout d'abord pas destinée à sortir en single. Tsunku la reprend ensuite lui-même sous le titre Ki ga Tsukeba Anata sur son album solo V3 - Sheishun Cover sorti en juillet 2005. La version de Matsura est finalement réenregistrée pour sortir en single deux mois plus tard. Elle figure sur la compilation du Hello! Project Petit Best 6 sortie peu après fin 2005, mais ne figurera sur aucun album ni compilation de la chanteuse.

## Liste des titres
Toutes les chansons sont écrites et composées par Tsunku.
| 1. | Ki ga Tsukeba Anata (気がつけば あなた)                | Shunsuke Suzuki, Yuko Araki | 4:33 |
| 2. | Yūjō ~Jō Karubi~ (友情～上カルビ～)                    | Hideyuki "Daichi" Suzuki    | 3:34 |
| 3. | Ki ga Tsukeba Anata (Instrumental) (気がつけば あなた) | Shunsuke Suzuki, Yuko Araki | 4:31 |

| 1. | Ki ga Tsukeba Anata (気がつけば あなた) |  |
| 2. | Making of (メイキング映像)              |  |

## Interprétations à la télévision
- Pop Jam (2005.09.16)
- Music Station (2005.09.16)
- MUSIC FAIR 21 (2005.09.17)
- MelodiX! (2005.09.24)
- CDTV (2005.09.25)
- Best Hit Kayousai 2005 (2005.11.21)
- Music Station Super Live 2005 (2005.12.23)
- Kouhaku 56 (2005.12.31)